# Rob Tervoort
Robertus Tervoort (Heiloo, 19 juli 1956) is een Nederlands voormalig voetballer die als doelman voor AFC Ajax, KSK Tongeren en Sint-Niklase SK speelde.

## Carrière
Rob Tervoort speelde in de jeugd van VV HSV en AFC Ajax. Van 1975 tot 1979 was hij reservedoelman bij Ajax. Hij debuteerde op 8 mei 1977 in de Eredivisie, in de met 1-2 verloren thuiswedstrijd tegen Roda JC, omdat eerste keeper Piet Schrijvers aan zijn dijbeen was geopereerd. In augustus van het seizoen erna raakte Schrijvers weer geblesseerd, ditmaal aan zijn enkel, en speelde Tervoort drie competitiewedstrijden en een Europacupwedstrijd tegen Lillestrøm SK. In deze wedstrijd keepte hij ongelukkig, en werd er met 2-0 verloren. Zodoende werd hij in de return vervangen door Peter Jager, die hierna vaste reservekeeper werd. In het seizoen 1978/79 speelde hij nog één wedstrijd voor Ajax, een met 3-3 gelijkgespeelde bekerwedstrijd tegen FC Volendam waarin Schrijvers geblesseerd raakte en Jager vanwege een blessure geen deel uitmaakte van de selectie. Nadat ook jeugdkeeper Sjaak Storm de voorkeur boven Tervoort kreeg, werd zijn contract niet verlengd en vertrok hij in 1979 met ploeggenoot Freek Lamain naar het Belgische KSK Tongeren. Met deze club promoveerde hij in 1981 naar de Eerste Klasse. Nadat Tongeren in 1983 weer naar de Tweede Klasse degradeerde, vertrok Tervoort naar Sint-Niklase SK, waar hij een contract voor een jaar tekende. Hier werd hij kampioen van de Tweede Klasse.

### Statistieken
| Seizoen                       | Club     | Land      | Competitie | Competitie | Competitie | Beker | Beker | Internationaal | Internationaal | Totaal | Totaal |
| Seizoen                       | Club     | Land      | Competitie | Wed.       | Dlp.       | Wed.  | Dlp.  | Wed.           | Dlp.           | Wed.   | Dlp.   |
| ----------------------------- | -------- | --------- | ---------- | ---------- | ---------- | ----- | ----- | -------------- | -------------- | ------ | ------ |
| 1976/77                       | AFC Ajax | Nederland | Eredivisie | 2          | 0          | 0     | 0     | 0              | 0              | 2      | 0      |
| 1977/78                       | AFC Ajax | Nederland | Eredivisie | 3          | 0          | 0     | 0     | 1              | 0              | 4      | 0      |
| 1978/79                       | AFC Ajax | Nederland | Eredivisie | 0          | 0          | 1     | 0     | 0              | 0              | 1      | 0      |
| Totaal                        | Totaal   | Totaal    | Totaal     | 5          | 0          | 1     | 0     | 1              | 0              | 7      | 0      |
| Bijgewerkt op 9 augustus 2021 |          |           |            |            |            |       |       |                |                |        |        |